# Tetraplandra
Tetraplandra es un género de plantas perteneciente a la familia Euphorbiaceae.
Está considerado un sinónimo del género Algernonia